# Championnat du monde masculin de volley-ball 1960
Navigation
France 1956 URSS 1962
Le championnat du monde de volley-ball masculin 1960 s'est déroulé à Rio de Janeiro ( Brésil) du 28 octobre au 11 novembre 1960.

## Équipes participantes
- Argentine
- Brésil
- États-Unis
- France
- Hongrie
- Japon
- Paraguay
- Pérou
- Pologne
- Roumanie
- Tchécoslovaquie
- URSS
- Uruguay
- Venezuela

## Compétition

### Tour préliminaire

#### Composition des groupes
| Poule A                                                  | Poule B                                                   | Poule C                                  | Poule D                       | Poule E                                           |
| -------------------------------------------------------- | --------------------------------------------------------- | ---------------------------------------- | ----------------------------- | ------------------------------------------------- |
| Site : Santo André, Santos Brésil Uruguay Venezuela Inde | Site : São Paulo, Santo André, Santos URSS Japon Paraguay | Site : Tchécoslovaquie Hongrie Argentine | Site : Roumanie Pologne Pérou | Site : France États-Unis Mexique Rép. dominicaine |

#### Poule A
| # | Équipe    | Pts | J | G | P | Sp | Sc | Ratio | Pp | Pc | Ratio |
| - | --------- | --- | - | - | - | -- | -- | ----- | -- | -- | ----- |
| 1 | Brésil    | 4   | 2 | 2 | 0 | 6  | 0  | MAX   | 90 | 37 | 2.432 |
| 2 | Venezuela | 3   | 2 | 1 | 1 | 3  | 4  | 0.75  | 70 | 78 | 0.897 |
| 3 | Uruguay   | 2   | 2 | 0 | 2 | 1  | 6  | 0.167 | 54 | 99 | 0.545 |

| Date  | Lieu        | Match               | Résultat | Sets | Sets  | Sets  | Sets  | Sets | Total Points |
| Date  | Lieu        | Match               | Résultat | 1    | 2     | 3     | 4     | 5    | Total Points |
| ----- | ----------- | ------------------- | -------- | ---- | ----- | ----- | ----- | ---- | ------------ |
| 30.10 | Santo Andre | Venezuela - Uruguay | 3 - 1    | 9-15 | 15-11 | 15-13 | 15-11 | -    | 54-50        |
| 31.10 | Santos      | Brésil - Venezuela  | 3 - 0    | 15-6 | 15-4  | 15-6  | -     | -    | 45-16        |
| 30.10 | Santos      | Brésil - Uruguay    | 3 - 0    | 15-7 | 15-5  | 15-9  | -     | -    | 45-21        |

#### Poule B
| # | Équipe   | Pts | J | G | P | Sp | Sc | Ratio | Pp | Pc  | Ratio |
| - | -------- | --- | - | - | - | -- | -- | ----- | -- | --- | ----- |
| 1 | URSS     | 4   | 2 | 2 | 0 | 6  | 0  | MAX   | 90 | 34  | 2.647 |
| 2 | Japon    | 3   | 2 | 1 | 1 | 3  | 4  | 0.75  | 84 | 99  | 0.848 |
| 3 | Paraguay | 2   | 2 | 0 | 2 | 1  | 6  | 0.167 | 64 | 105 | 0.61  |

| Date  | Lieu        | Match            | Résultat | Sets | Sets  | Sets  | Sets  | Sets | Total Points |
| Date  | Lieu        | Match            | Résultat | 1    | 2     | 3     | 4     | 5    | Total Points |
| ----- | ----------- | ---------------- | -------- | ---- | ----- | ----- | ----- | ---- | ------------ |
| 29.10 | Santos      | URSS - Paraguay  | 3 - 0    | 15-2 | 15-7  | 15-2  | -     | -    | 45-11        |
| 30.10 | Santo Andre | Japon - Paraguay | 3 - 1    | 15-7 | 15-12 | 11-15 | 15-11 | -    | 56-35        |
| 31.10 | Sao Paulo   | URSS - Japon     | 3 - 0    | 15-8 | 15-9  | 15-7  | -     | -    | 45-24        |

#### Poule C
| # | Équipe          | Pts | J | G | P | Sp | Sc | Ratio | Pp  | Pc | Ratio |
| - | --------------- | --- | - | - | - | -- | -- | ----- | --- | -- | ----- |
| 1 | Tchécoslovaquie | 4   | 2 | 2 | 0 | 6  | 1  | 6     | 100 | 63 | 1.587 |
| 2 | Hongrie         | 3   | 2 | 1 | 1 | 4  | 3  | 1.333 | 90  | 82 | 1.098 |
| 3 | Argentine       | 2   | 2 | 0 | 2 | 0  | 6  | 0     | 47  | 92 | 0.511 |

| Date  | Match                       | Résultat | Sets | Sets  | Sets  | Sets | Sets | Total Points |
| Date  | Match                       | Résultat | 1    | 2     | 3     | 4    | 5    | Total Points |
| ----- | --------------------------- | -------- | ---- | ----- | ----- | ---- | ---- | ------------ |
| 29.10 | Tchécoslovaquie - Argentine | 3 - 0    | 15-7 | 15-8  | 15-6  | -    | -    | 45-21        |
| 30.10 | Hongrie - Argentine         | 3 - 0    | 15-1 | 15-9  | 15-3  | -    | -    | 45-13        |
| 31.10 | Tchécoslovaquie - Hongrie   | 3 - 1    | 15-9 | 10-15 | 15-13 | 15-6 | -    | 55-43        |

#### Poule D
| # | Équipe   | Pts | J | G | P | Sp | Sc | Ratio | Pp  | Pc | Ratio |
| - | -------- | --- | - | - | - | -- | -- | ----- | --- | -- | ----- |
| 1 | Roumanie | 4   | 2 | 2 | 0 | 6  | 1  | 6     | 101 | 43 | 2.349 |
| 2 | Pologne  | 3   | 2 | 1 | 1 | 4  | 3  | 1.333 | 87  | 65 | 1.338 |
| 3 | Pérou    | 2   | 2 | 0 | 2 | 0  | 6  | 0     | 10  | 90 | 0.111 |

| Date  | Match              | Résultat | Sets  | Sets | Sets  | Sets | Sets | Total Points |
| Date  | Match              | Résultat | 1     | 2    | 3     | 4    | 5    | Total Points |
| ----- | ------------------ | -------- | ----- | ---- | ----- | ---- | ---- | ------------ |
| 29.10 | Roumanie - Pérou   | 3 - 0    | 15-0  | 15-0 | 15-1  | -    | -    | 45-1         |
| 30.10 | Pologne - Pérou    | 3 - 0    | 15-3  | 15-1 | 15-5  | -    | -    | 45-9         |
| 31.10 | Roumanie - Pologne | 3 - 1    | 15-11 | 15-9 | 11-15 | 15-9 | -    | 56-44        |

#### Poule E
| # | Équipe     | Pts | J | G | P | Sp | Sc | Ratio | Pp | Pc | Ratio |
| - | ---------- | --- | - | - | - | -- | -- | ----- | -- | -- | ----- |
| 1 | États-Unis | 2   | 1 | 1 | 0 | 3  | 2  | 1.5   | 71 | 58 | 1.224 |
| 2 | France     | 1   | 1 | 0 | 1 | 2  | 3  | 0.667 | 58 | 71 | 0.817 |

| Date  | Match               | Résultat | Sets  | Sets  | Sets  | Sets | Sets | Total Points |
| Date  | Match               | Résultat | 1     | 2     | 3     | 4    | 5    | Total Points |
| ----- | ------------------- | -------- | ----- | ----- | ----- | ---- | ---- | ------------ |
| 30.10 | États-Unis - France | 3 - 2    | 15-10 | 13-15 | 13-15 | 15-0 | 15-9 | 71-49        |

### Deuxième tour

#### Classement 11-14
| # | Équipe    | Pts | J | G | P | Sp | Sc | Ratio | Pp | Pc | Ratio |
| - | --------- | --- | - | - | - | -- | -- | ----- | -- | -- | ----- |
| 1 | Argentine | 6   | 3 | 3 | 0 | 9  | 2  | 4.5   | 0  | 0  |       |
| 2 | Paraguay  | 5   | 3 | 2 | 1 | 0  | 0  | MAX   | 0  | 0  |       |
| 3 | Uruguay   | 5   | 3 | 1 | 2 | 0  | 0  | MAX   | 0  | 0  |       |
| 4 | Pérou     | 5   | 3 | 0 | 3 | 0  | 0  | MAX   | 0  | 0  |       |

| Date | Match                | Résultat | Sets | Sets | Sets | Sets | Sets | Total Points |
| Date | Match                | Résultat | 1    | 2    | 3    | 4    | 5    | Total Points |
| ---- | -------------------- | -------- | ---- | ---- | ---- | ---- | ---- | ------------ |
| -    | Argentine - Paraguay | 3 - 0    | -    | -    | -    | -    | -    | -            |
| -    | Argentine - Uruguay  | 3 - 1    | -    | -    | -    | -    | -    | -            |
| -    | Argentine - Pérou    | 3 - 1    | -    | -    | -    | -    | -    | -            |
| -    | Uruguay - Paraguay   | -        | -    | -    | -    | -    | -    | -            |
| -    | Uruguay - Pérou      | -        | -    | -    | -    | -    | -    | -            |
| -    | Pérou - Paraguay     | -        | -    | -    | -    | -    | -    | -            |

#### Classement 1-10
| #  | Équipe          | Pts | J | G | P | Sp | Sc | Ratio | Pp  | Pc  | Ratio |
| -- | --------------- | --- | - | - | - | -- | -- | ----- | --- | --- | ----- |
| 1  | URSS            | 18  | 9 | 9 | 0 | 27 | 5  | 5.4   | 464 | 324 | 1.432 |
| 2  | Tchécoslovaquie | 17  | 9 | 8 | 1 | 24 | 7  | 3.429 | 435 | 302 | 1.44  |
| 3  | Roumanie        | 16  | 9 | 7 | 2 | 24 | 10 | 2.4   | 472 | 339 | 1.392 |
| 4  | Pologne         | 15  | 9 | 6 | 3 | 21 | 14 | 1.5   | 458 | 399 | 1.148 |
| 5  | Brésil          | 13  | 9 | 4 | 5 | 18 | 17 | 1.059 | 448 | 423 | 1.059 |
| 6  | Hongrie         | 13  | 9 | 4 | 5 | 18 | 17 | 1.059 | 408 | 431 | 0.947 |
| 7  | États-Unis      | 13  | 9 | 4 | 5 | 16 | 20 | 0.8   | 418 | 444 | 0.941 |
| 8  | Japon           | 11  | 9 | 2 | 7 | 8  | 21 | 0.381 | 320 | 378 | 0.847 |
| 9  | France          | 10  | 9 | 1 | 8 | 6  | 24 | 0.25  | 298 | 433 | 0.688 |
| 10 | Venezuela       | 9   | 9 | 0 | 9 | 0  | 27 | 0     | 159 | 407 | 0.391 |

| Date  | Lieu           | Match                        | Résultat | Sets  | Sets  | Sets  | Sets  | Sets  | Total Points |
| Date  | Lieu           | Match                        | Résultat | 1     | 2     | 3     | 4     | 5     | Total Points |
| ----- | -------------- | ---------------------------- | -------- | ----- | ----- | ----- | ----- | ----- | ------------ |
| 03.11 | Rio de Janeiro | URSS - États-Unis            | 3 - 0    | 15-7  | 15-13 | 16-14 | -     | -     | 46-34        |
| 04.11 | Niteroi        | Hongrie - Venezuela          | 3 - 0    | 15-7  | 15-4  | 15-8  | -     | -     | 45-19        |
| 04.11 | Niteroi        | Roumanie - Japon             | 3 - 0    | 15-9  | 15-7  | 15-13 | -     | -     | 45-29        |
| 04.11 | Niteroi        | Brésil - France              | 3 - 0    | 15-10 | 15-6  | 15-9  | -     | -     | 45-25        |
| 04.11 | Rio de Janeiro | Tchécoslovaquie - Pologne    | 3 - 1    | 13-15 | 15-10 | 15-10 | 15-13 | -     | 58-48        |
| 05.11 | Niteroi        | URSS - Venezuela             | 3 - 0    | 15-4  | 15-11 | 15-2  | -     | -     | 45-17        |
| 05.11 | Niteroi        | Pologne - Hongrie            | 3 - 1    | 15-12 | 15-3  | 9-15  | 15-10 | -     | 54-40        |
| 05.11 | Niteroi        | Tchécoslovaquie - Japon      | 3 - 0    | 15-13 | 15-11 | 15- 9 | -     | -     | 45-33        |
| 05.11 | Rio de Janeiro | Roumanie - Brésil            | 3 - 1    | 10-15 | 15-11 | 15-13 | 15-9  | -     | 55-48        |
| 06.11 | -              | Pologne - Japon              | 3 - 1    | 15-5  | 11-15 | 15-8  | 15-9  | -     | 56-37        |
| 06.11 | Rio de Janeiro | Tchécoslovaquie - Brésil     | 3 - 0    | 15-13 | 15-8  | 15-6  | -     | -     | 45-27        |
| 06.11 | -              | Roumanie - États-Unis        | 3 - 1    | 9-15  | 15-6  | 15-5  | 15-6  | -     | 54-32        |
| 06.11 | -              | France - Venezuela           | 3 - 0    | 15-13 | 15-4  | 17-15 | -     | -     | 47-32        |
| 06.11 | -              | URSS - Hongrie               | 3 - 1    | 15-10 | 10-15 | 15-13 | 15-7  | -     | 55-45        |
| 07.11 | -              | URSS - Pologne               | 3 - 1    | 7-15  | 15-4  | 15-8  | 15-11 | -     | 52-38        |
| 07.11 | -              | Hongrie - France             | 3 - 0    | 15-9  | 15-8  | 15-7  | -     | -     | 45-24        |
| 07.11 | -              | Roumanie - Venezuela         | 3 - 0    | 15-11 | 15-1  | 15-4  | -     | -     | 45-16        |
| 07.11 | -              | Tchécoslovaquie - États-Unis | 3 - 0    | 15-9  | 15-8  | 15-0  | -     | -     | 45-17        |
| 07.11 | Rio de Janeiro | Brésil - Japon               | 3 - 0    | 15-10 | 15-8  | 16-14 | -     | -     | 46-32        |
| 09.11 | Niteroi        | URSS - France                | 3 - 1    | 15-11 | 14-16 | 15-2  | 15-8  | -     | 59-37        |
| 09.11 | Niteroi        | Tchécoslovaquie - Venezuela  | 3 - 0    | 15-6  | 15-2  | 15-0  | -     | -     | 45-9         |
| 09.11 | Niteroi        | Pologne - Brésil             | 3 - 2    | 15-8  | 19-21 | 15-13 | 11-15 | 15-11 | 75-68        |
| 09.11 | Rio de Janeiro | États-Unis - Japon           | 3 - 1    | 12-15 | 15-12 | 15-10 | 15-12 | -     | 57-49        |
| 09.11 | Rio de Janeiro | Roumanie - Hongrie           | 3 - 1    | 13-15 | 15-5  | 15-6  | 15-6  | -     | 58-32        |
| 10.11 | Niteroi        | Japon - Venezuela            | 3 - 0    | 15-3  | 15-4  | 15-3  | -     | -     | 45-10        |
| 10.11 | Niteroi        | Pologne - France             | 3 - 0    | 15-13 | 15-13 | 15-9  | -     | -     | 45-35        |
| 10.11 | Rio de Janeiro | États-Unis - Brésil          | 3 - 2    | 8-15  | 15-12 | 15-6  | 4-15  | 15-9  | 57-57        |
| 10.11 | Rio de Janeiro | URSS - Roumanie              | 3 - 1    | 15-13 | 16-14 | 10-15 | 15-11 | -     | 56-53        |
| 11.11 | Niteroi        | Roumanie - France            | 3 - 0    | 15-5  | 15-9  | 15-9  | -     | -     | 45-23        |
| 11.11 | Niteroi        | Pologne - États-Unis         | 3 - 1    | 15-12 | 15-10 | 10-15 | 15-10 | -     | 55-47        |
| 11.11 | Rio de Janeiro | Hongrie - Japon              | 3 - 0    | 15-12 | 15-13 | 15-10 | -     | -     | 45-35        |
| 11.11 | Rio de Janeiro | URSS - Tchécoslovaquie       | 3 - 0    | 15-12 | 15-10 | 15-4  | -     | -     | 45-26        |
| 12.11 | -              | Tchécoslovaquie - France     | 3 - 0    | 15-8  | 15-8  | 15-4  | -     | -     | 45-20        |
| 12.11 | Rio de Janeiro | Brésil - Hongrie             | 3 - 2    | 15-8  | 14-16 | 13-15 | 15-11 | 15-8  | 72-58        |
| 12.11 | -              | États-Unis - Venezuela       | 3 - 0    | 15-8  | 15-6  | 15-11 | -     | -     | 45-25        |
| 13.11 | -              | Japon - France               | 3 - 0    | 16-14 | 15-6  | 15-9  | -     | -     | 46-29        |
| 13.11 | -              | Hongrie - États-Unis         | 3 - 2    | 15-11 | 3-15  | 7-15  | 15-4  | 15-13 | 55-58        |
| 13.11 | -              | Pologne - Venezuela          | 3 - 0    | 15-2  | 15-10 | 15-4  | -     | -     | 45-16        |
| 14.11 | Rio de Janeiro | URSS - Brésil                | 3 - 1    | 15-9  | 13-15 | 17-15 | 15-11 | -     | 60-50        |
| 14.11 | Rio de Janeiro | Tchécoslovaquie - Roumanie   | 3 - 2    | 15-6  | 11-15 | 15-12 | 15-17 | 15-11 | 71-61        |

## Classement final
| Place              | Équipe          |
| ------------------ | --------------- |
| Médaille d'or      | URSS            |
| Médaille d'argent  | Tchécoslovaquie |
| Médaille de bronze | Roumanie        |
| 4                  | Pologne         |
| 5                  | Brésil          |
| 6                  | Hongrie         |
| 7                  | États-Unis      |
| 8                  | Japon           |
| 9                  | France          |
| 10                 | Venezuela       |
| 11                 | Argentine       |
| 12                 | Paraguay        |
| 13                 | Uruguay         |
| 14                 | Pérou           |